# Wszystko, co wiem o miłości
Wszystko, co wiem o miłości (ang. Everything I Know About Love) – pamiętnik brytyjskiej dziennikarki Dolly Alderton,  opowiadający o zakochaniu i złych randkach. Książka spotkała się z pozytywnym odzewem i w 2018 została wyróżniona nagrodą British Book Awards w kategorii „Autobiografia” oraz otrzymała nominację do Książki Roku. Książkę przetłumaczono na ponad 20 języków.
—  Elizabeth Gilbert, autorka "Jedz, módl się, kochaj" 